# Ловчий смерти и воины ада
«Ловчий смерти и воины ада» (также известный как «Ловчий смерти III: Воины ада» — американский художественный фильм в жанре фэнтези, вышедший в 1988 году. Является третьим фильмом в тетралогии «Ловчий смерти».

## Сюжет
Ловчий смерти в ходе своих приключений находит магический камень, который при соединении с двумя другими дарует владельцу абсолютную власть. Чародей Троксартас владеет двумя камнями и жаждет заполучить третий, чтобы с их помощью поднять армию мертвецов и завоевать королевство. Однако в финальной битве главный герой побеждает коварного злодея и тем самым приносит в королевство мир.

## В ролях
- Джон Аллен Нельсон
- Карла Херд
- Том Кристофер